# Masdevallia odontocera
Masdevallia odontocera är en orkidéart som beskrevs av Carlyle August Luer och Rodrigo Escobar. Masdevallia odontocera ingår i släktet Masdevallia och familjen orkidéer. Inga underarter finns listade i Catalogue of Life.

## Bildgalleri

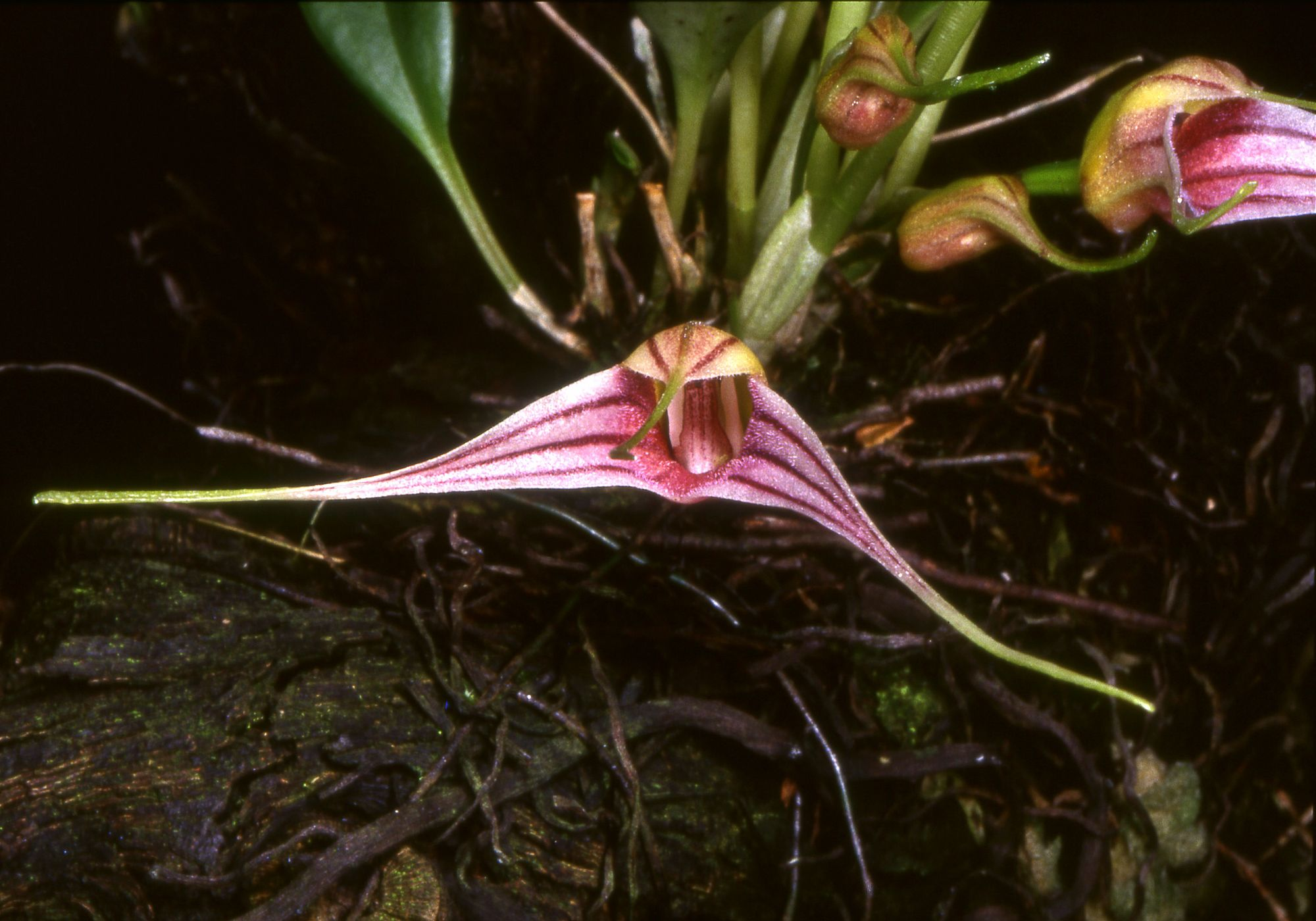